# Breviceps
Breviceps és un gènere de granotes de la família Microhylidae.

## Taxonomia
- Breviceps acutirostris
- Breviceps adspersus
- Breviceps bagginsi
- Breviceps fuscus
- Breviceps gibbosus
- Breviceps macrops
- Breviceps maculatus
- Breviceps montanus
- Breviceps mossambicus
- Breviceps namaquensis
- Breviceps poweri
- Breviceps rosei
- Breviceps sopranus
- Breviceps sylvestris
- Breviceps verrucosus